# Curley, Côte-d'Or
Curley, Côte-d'Or  là một xã ở tỉnh Côte-d’Or trong vùng Bourgogne-Franche-Comté, phía đông nước Pháp. Khu vực này có độ cao từ 360-528 mét trên mực nước biển.
Thị trấn có cự ly 15 km về phía tây nam Dijong.